# 大野正隆
大野 正隆（おおの まさたか、1930年3月31日 - ）は、福岡県福岡市出身の元プロ野球審判員（パシフィック・リーグ）。

## 経歴
1947年福岡県中学修猷館を卒業。在学中は野球部に所属し、同期には、同じくパ・リーグ審判員となる吉田正雄、名古屋ドラゴンズ（現・中日ドラゴンズ）内野手の菅野武雄、一年後輩には、西鉄ライオンズ（現・埼玉西武ライオンズ）の内野手として黄金期を支えた河野昭修がいる。その後、福岡第一師範学校（現・福岡教育大学）本科を卒業し、福岡県の公立学校の教員となる。
1959年、福岡県高野連・九州六大学・社会人野球の審判員を経て、菅野武雄からプロ野球審判員になることを勧められたことにより、1961年に教員を退職し、パ・リーグ審判員に就任。1990年まで現役を務め、リーグ初のキャリア30年超の審判員となる。その間、2862試合に出場し、オールスターゲームに5回（1968年、1970年、1975年、1979年、1983年）、日本シリーズに3回（1974年、1975年、1984年）出場している。1984年の阪急ブレーブス対広島東洋カープの日本シリーズ第4戦（阪急西宮球場）では球審を務めた。
1975年、パリーグにおいて、その年に最も優秀だった審判員を表彰する「優秀審判員賞」を受賞。